# Vladimir Alekseyevich Soloukhin
Vladimir Alekseyevich Soloukhin (tiếng Nga: Влади́мир Алексе́евич Солоу́хин) (14 tháng 6 năm 1924 – 4 tháng 4 năm 1997) – nhà thơ, nhà văn Nga Xô Viết.

## Tiểu sử
Vladimir Soloukhin sinh ra trong một gia đình nông dân ở làng Alepino, tỉnh Vladimir. Mẹ là một người yêu thơ ca, thuộc lòng nhiều trường ca của Nicolay Nekrasov, Aleksey Tolstoy nên có ảnh hưởng đối với cậu con trai đã thích đọc thơ từ năm lên 4 tuổi. Học xong trường phổ thông, Soloukhin vào học trường trung cấp cơ khí trong các năm 1938 – 1942. In những bài thơ đầu tiên ở báo Призыв của tỉnh Vladimir năm 1939. Tốt nghiệp trường trung cấp, Soloukhin làm việc ở đơn vị bảo vệ pháo đài Kremli. Năm 1951 tốt nghiệp trường viết văn làm biên tập của báo Молодая Гвардия (1958 – 1981), đồng thời là biên tập của tạp chí Наш современник.
Đề tài chính trong tác phẩm của Sloukhin là làng quê Nga. Ông là một đại diện tiêu biểu của "các nhà văn nông thôn". Đầu tiên thơ của Soloukhin theo thể thơ truyền thống càng về cuối thơ của ông càng phá cách và gần gũi với thơ văn xuôi. Đề tài tôn giáo cũng chiếm một mảng lớn trong sáng tác của ông. Soloukhin phê phán thế giới quan cộng sản, quốc tế và vô thần mặc dù ông cũng từng là người đã đứng trên nhân sinh quan cộng sản để phê phán tác phẩm Bác sĩ Zhivago của Boris Pasternak.
Vladimir Soloukhin đi nhiều nơi trên thế giới, tác phẩm của ông cũng được dịch ra nhiều thứ tiếng, trong đó có tiếng Việt. Ông được tặng nhiều huân, huy chương và nhiều giải thưởng của Nhà nước Liên Xô và Liên bang Nga.
Vladimir Soloukhin mất ở Moskva ngày 4 tháng 4 năm 1997, an táng ở làng quê Alepino.

## Tác phẩm
Thơ:
- Дождь в степи (1953)
- Разрыв-трава (1956)
- Журавлиха (1959)
- Колодец (1959)
- Как выпить солнце (1961)
- Имеющий в руках цветы (1962)
- Жить на земле (1965)
- С лирических позиций (1965)
- Не прячьтесь от дождя (1967)
- Аргумент (1972)
- Разрыв-трава (1972)
- Славянская тетрадь (1972)
- Седина (1977)

Văn xuôi:
- Рождение Зернограда (1955)
- Золотое дно (1956)
- Владимирские просёлки (1957)
- Терновник (1959)
- Капля росы (1960)
- Григоровы острова: Заметки о зимнем ужении рыбы (1963)
- Мать-мачеха (1964)
- Письма из Русского музея (1966)
- Третья охота (1967)
- Чёрные доски: Записки начинающего коллекционера (1969)
- Трава (1972)
- Прекрасная Адыгене (1973)
- Олепинские пруды (1973)
- Посещение 3ванки(1975)
- Приговор (1975)
- Последняя ступень: Исповедь вашего современника (1976, издана в 1995)
- Слово живое и мёртвое (1976)
- Камешки на ладони (1977)
- Время собирать камни (1980)
- Продолжение времени (1982)
- Смех за левым плечом (1989)
- Древо (1991)
- При свете дня (1992)
- Солёное озеро (1994)
- Чаша (1998, опубликованы посмертно)

## Một số bài thơ
| Hình như mưa Hình như mưa đã làm em không đến Mà anh thì vẫn đứng ở vườn hoa Anh đợi em tới mười hai giờ khuya Và đợi đến một giờ khuya, chịu đựng. Anh đi tìm sự thanh minh cho em: "Giá như mà cơn mưa kia không đến!" Và nếu như đã có một nỗi buồn Một nỗi buồn về bầu trời trong sáng. Ngày hôm nay đâu có ai ngăn cản Mà anh thì vẫn đứng ở vườn hoa Lại đợi chờ đến mười hai giờ khuya Sang một giờ bỗng hiểu ra cay đắng: Lời thanh minh giờ biết tìm đâu ra Những ngôi sao và bầu trời trong sáng Nếu như nỗi buồn về em chắc chắn Thì nỗi buồn càng điên loạn – về mưa! Em đừng trách anh Em đừng trách anh những khi u ám Đừng trách rằng anh có những khi buồn Đấy chỉ là những ngày mưa ảm đạm Khi trên đầu có những đám mây đen. Mà bởi vì em vẫn cứ tin anh Anh sẽ vượt qua phút giây u ám Ở đâu đó, trong vùng rất sâu thẳm Có bầu trời xanh trong suốt vĩnh hằng. Ngày xửa ngày xưa Từ xa xưa đã rõ một điều rằng Khi hai con người sống trong ly biệt Thì mạnh mẽ hơn người nào yêu ít Ai yêu nhiều hơn – kẻ đó yếu hơn. Nhưng tôi có thể nói ra điều khác Đi xuyên qua khiếp đảm của tháng năm: Ai yêu nhiều hơn, người đó giàu hơn Và nghèo hơn – những kẻ nào yêu ít. Giữa cái đêm oi bức, giữa đêm dài Bỗng xuất hiện một tiếng kêu trong máu: Xin trời tha cho người tôi yêu dấu Một chút tình xin gửi đến em tôi. Bản dịch của Nguyễn Viết Thắng | Наверное, дождик прийти помешал Наверное, дождик прийти помешал. А я у пустого сквера Тебя до двенадцати ночи ждал И ждал терпеливо в первом. Я все оправданий тебе искал: "Вот если бы дождик не был!" И если была какая тоска - Тоска по чистому небу. Сегодня тебе никто не мешал. А я у того же сквера Опять до двенадцати ночи ждал, Но с горечью понял в первом: Теперь оправданий нельзя искать - И звезды и небо чисто. И если крепка по тебе тоска, Тоска по дождю - неистова! Ты за хмурость меня не вини Ты за хмурость меня не вини, Не вини, что грущу временами, Это просто дождливые дни, Это тучи проходят над нами. Ты ведь веришь, любимая, мне, Я короткую хмурость осилю, Где-то в очень большой глубине Небо вечное, чистое, синее. Давным-давно Давным-давно известно людям, Что при разрыве двух людей Сильнее тот, кто меньше любит, Кто больше любит, тот слабей. Но я могу сказать иначе, Пройдя сквозь ужас этих дней: Кто больше любит, тот богаче, Кто меньше любит, тот бедней. Средь ночи злой, средь ночи длинной, Вдруг возникает крик в крови: О боже, смилуйся над милой, Пошли ей капельку любви! |